# Borsteltiran
De borsteltiran (Myiobius villosus) is een zangvogel uit de familie Onychorhynchidae.

## Verspreiding en leefgebied
Deze soort komt voor van Panama tot Venezuela en Bolivia en telt vier ondersoorten:
- M. v. villosus: oostelijk Panama, westelijk Colombia en westelijk Ecuador.
- M. v. schaeferi: noordelijk Colombia en noordwestelijk Venezuela.
- M. v. clarus: oostelijk Ecuador en oostelijk Peru.
- M. v. peruvianus: zuidoostelijk Peru en noordwestelijk Bolivia.

## Status
De grootte van de populatie is in 2022 geschat op 50.000-500.000 volwassen vogels. Op de Rode lijst van de IUCN heeft deze soort de status niet bedreigd.